# Campeonato Argentino de Mayores 1996
El Campeonato Argentino de Mayores de 1996 fue la quincuagésimo-segunda edición del torneo de uniones regionales organizado por la Unión Argentina de Rugby. El campeonato principal se llevó a cabo entre el 6 de abril y el 1 de mayo de 1996, mientras que el resto del torneo se extendió hasta los meses de agosto y septiembre.
Este fue el primer torneo disputado posterior a la Reorganización de la Unión Argentina de Rugby, un proceso que resultó en la escisión de los clubes directamente afiliados a la UAR y la subsecuente creación de la Unión de Rugby de Buenos Aires en su lugar. Debido a esto, el equipo de Buenos Aires comenzó a participar como el seleccionado representativo de una unión regional afiliada al ente nacional, al igual que el resto de las uniones del interior. Por otro lado, el rol de la UAR en el torneo pasó a ser principalmente organizativo.
A partir de esta edición el torneo se disputó bajo un nuevo formato: la Zona Campeonato y la Zona Ascenso pasaron a ser compuestas por una sola zona de seis equipos cada una y se eliminó la fase final a eliminación directa en sede única. Las zonas pasaron a ser resueltas bajo el sistema de todos contra todos, alternando encuentros de local y de visitante y con el mejor colocado al final del torneo quedándose con el título, similar al torneo de las Seis Naciones. Además, la Zona Clasificación pasó a llamarse Zona Estímulo.
Por primera vez en la historia del torneo el título fue compartido entre dos equipos: la Unión Cordobesa de Rugby consiguió su segundo campeonato de forma consecutiva al asegurarse matemáticamente el primer lugar a una fecha del final, mientras que la Unión de Rugby de Buenos Aires dividió el título en la última fecha al derrotar a los propios cordobeses.

## Equipos participantes
Disputaron esta edición las selecciones de veintiún uniones provinciales: seis en la Zona Campeonato, seis en la Zona Ascenso y nueve en la Zona Estímulo. 
| División                  | Equipo              | Unión                                                     |
| ------------------------- | ------------------- | --------------------------------------------------------- |
| Zona Campeonato 6 equipos | Buenos Aires        | Unión de Rugby de Buenos Aires                            |
| Zona Campeonato 6 equipos | Córdoba             | Unión Cordobesa de Rugby                                  |
| Zona Campeonato 6 equipos | Cuyo                | Unión de Rugby de Cuyo                                    |
| Zona Campeonato 6 equipos | Rosario             | Unión de Rugby de Rosario                                 |
| Zona Campeonato 6 equipos | San Juan            | Unión Sanjuanina de Rugby                                 |
| Zona Campeonato 6 equipos | Tucumán             | Unión de Rugby de Tucumán                                 |
| Zona Ascenso 6 equipos    | Entre Ríos          | Unión Entrerriana de Rugby                                |
| Zona Ascenso 6 equipos    | Mar del Plata       | Unión de Rugby de Mar del Plata                           |
| Zona Ascenso 6 equipos    | Nordeste            | Unión de Rugby del Nordeste                               |
| Zona Ascenso 6 equipos    | Salta               | Unión de Rugby de Salta                                   |
| Zona Ascenso 6 equipos    | Santa Fe            | Unión Santafesina de Rugby                                |
| Zona Ascenso 6 equipos    | Sur                 | Unión de Rugby del Sur                                    |
| Zona Estímulo 9 equipos   | Alto Valle          | Unión de Rugby del Alto Valle de Río Negro y Neuquén      |
| Zona Estímulo 9 equipos   | Austral             | Unión de Rugby Austral                                    |
| Zona Estímulo 9 equipos   | Centro              | Unión de Rugby del Centro de la Provincia de Buenos Aires |
| Zona Estímulo 9 equipos   | Chubut              | Unión de Rugby del Valle del Chubut                       |
| Zona Estímulo 9 equipos   | Cuenca del Salado   | Unión de Rugby de la Cuenca del Salado                    |
| Zona Estímulo 9 equipos   | Formosa             | Unión de Rugby de Formosa                                 |
| Zona Estímulo 9 equipos   | Misiones            | Unión de Rugby de Misiones                                |
| Zona Estímulo 9 equipos   | Oeste               | Unión de Rugby del Oeste de Buenos Aires                  |
| Zona Estímulo 9 equipos   | Santiago del Estero | Unión Santiagueña de Rugby                                |

## Formato
Los veintiún equipos participantes fueron divididos en tres categorías: Zona Campeonato, Zona Ascenso y Zona Estímulo.
Zona Campeonato
La Zona Campeonato estuvo compuesta por seis equipos y se resolvió con el sistema de todos contra todos a una sola ronda y alternando encuentros de local y visitante. El mejor equipo al final de las cinco fechas es el campeón de la temporada mientras que el último de la zona desciende a la Zona Ascenso de la siguiente edición. 
Zona Ascenso
La Zona Ascenso (o Zona Clasificación) estuvo compuesta por seis equipos y se resolvió con el sistema de todos contra todos a una sola ronda y alternando encuentros de local y visitante. El mejor equipo al final de las cinco fechas asciende a la Zona Campeonato de la siguiente edición mientras que el último desciende a la Zona Estímulo. 
Zona Estímulo
La Zona Estímulo (o Zona Promocional) estuvo divida en una subzona A (cuatro equipos) y una subzona B (cinco equipos). Cada subzona se resolvió con el sistema de todos contra todos a una sola ronda y alternando encuentros de local y visitante.

## Zona Campeonato
| Pos. | Equipos      | Partidos | Partidos | Partidos | Tantos | Tantos | Tantos | Pts. |
| Pos. | Equipos      | G        | E        | P        | PF     | PC     | DP     | Pts. |
| ---- | ------------ | -------- | -------- | -------- | ------ | ------ | ------ | ---- |
| 1.°  | Buenos Aires | 4        | 0        | 1        | 171    | 100    | +71    | 8    |
| 1.°  | Córdoba      | 4        | 0        | 1        | 155    | 110    | +45    | 8    |
| 2.°  | Tucumán      | 3        | 0        | 2        | 164    | 110    | +54    | 6    |
| 3.°  | Rosario      | 2        | 0        | 3        | 140    | 147    | -7     | 4    |
| 4.°  | Cuyo         | 1        | 0        | 4        | 140    | 182    | -42    | 2    |
| 6.°  | San Juan     | 0        | 0        | 5        | 88     | 209    | -121   | 0    |

|  | Campeón                       |
|  | Desciende a Zona Ascenso 1997 |

Primera fecha
| 6 de abril | Córdoba | 24 - 18 | Rosario |  |  |

| 6 de abril | Tucumán | 39 - 33 | Cuyo |  |  |

| 6 de abril | Buenos Aires | 65 - 13 | San Juan |  |  |

Segunda fecha
| 11 de abril | Córdoba | 21 - 16 | Tucumán |  |  |

| 13 de abril | San Juan | 20 - 23 | Rosario |  |  |

| 13 de abril | Cuyo | 28 - 24 | Buenos Aires |  |  |

Tercera fecha
| 20 de abril | Rosario | 41 - 34 | Cuyo |  |  |

| 20 de abril | Tucumán | 15 - 16 | Buenos Aires |  |  |
|             |         | Reporte |              |  |  |

| 20 de abril | San Juan | 25 - 36 | Córdoba |  |  |
|             |          | Reporte |         |  |  |

Cuarta fecha
| 27 de abril | Córdoba | 59 - 24 | Cuyo | La Tablada, Córdoba |  |
|             |         | Reporte |      |                     |  |

| 27 de abril | Tucumán | 64 - 11 | San Juan |  |  |

| 27 de abril | Buenos Aires | 39 - 29 | Rosario |  |  |

Quinta fecha
| 1 de mayo | Buenos Aires | 27 - 15 | Córdoba | Belgrano Athletic Club, Buenos Aires |  |
|           |              | Reporte |         |                                      |  |

| 1 de mayo | Rosario | 29 - 30 | Tucumán |  |  |

| 1 de mayo | Cuyo | 21 - 19 | San Juan |  |  |

|                       |
| Buenos Aires Campeón  |
| Vigésimo-sexto título |

| Bandera de la Provincia de Córdoba |
| Córdoba Campeón                    |
| Segundo título                     |

## Zona Ascenso
| Pos. | Equipos       | Partidos | Partidos | Partidos | Tantos | Tantos | Tantos | Pts. |
| Pos. | Equipos       | G        | E        | P        | PF     | PC     | DP     | Pts. |
| ---- | ------------- | -------- | -------- | -------- | ------ | ------ | ------ | ---- |
| 1.°  | Mar del Plata | 4        | 0        | 1        | 150    | 100    | +50    | 8    |
| 2.°  | Entre Ríos    | 4        | 0        | 1        | 129    | 103    | +26    | 8    |
| 3.°  | Nordeste      | 2        | 1        | 2        | 112    | 117    | -5     | 6    |
| 4.°  | Santa Fe      | 2        | 0        | 3        | 145    | 150    | -5     | 4    |
| 5.°  | Salta         | 1        | 1        | 3        | 141    | 146    | -5     | 3    |
| 6.°  | Sur           | 1        | 0        | 4        | 113    | 174    | -61    | 2    |

|  | Asciende a Zona Campeonato 1997 |
|  | Desciende a Zona Estímulo 1997  |

Primera fecha
| 27 de abril | Entre Ríos | 17 - 18 | Mar del Plata |  |  |

| 27 de abril | Santa Fe | 18 - 19 | Salta |  |  |

| 27 de abril | Nordeste | 14 - 11 | Sur |  |  |

Segunda fecha
| 4 de mayo | Sur | 9 - 36 | Mar del Plata |  |  |

| 4 de mayo | Salta | 27 - 27 | Nordeste |  |  |

| 4 de mayo | Entre Ríos | 30 - 22 | Santa Fe |  |  |

Tercera fecha
| 11 de mayo | Mar del Plata | 20 - 17 | Salta |  |  |

| 11 de mayo | Santa Fe | 33 - 26 | Nordeste |  |  |

| 11 de mayo | Sur | 17 - 32 | Entre Ríos |  |  |

Cuarta fecha
| 18 de mayo | Entre Ríos | 33 - 31 | Salta |  |  |

| 18 de mayo | Santa Fe | 45 - 28 | Sur |  |  |

| 18 de mayo | Nordeste | 30 - 29 | Mar del Plata |  |  |

Quinta fecha
| 25 de mayo | Nordeste | 15 - 17 | Entre Ríos |  |  |

| 25 de mayo | Mar del Plata | 47 - 27 | Santa Fe |  |  |

| 25 de mayo | Salta | 47 - 48 | Sur |  |  |

## Zona Estímulo
El seleccionado de Santiago del Estero ascendió a la Zona Ascenso de la siguiente temporada.La subzona B no se resolvió de forma adecuada.

### Subzona A
| Pos. | Equipos    | Partidos | Partidos | Partidos | Tantos | Tantos | Tantos | Pts. |
| Pos. | Equipos    | G        | E        | P        | PF     | PC     | DP     | Pts. |
| ---- | ---------- | -------- | -------- | -------- | ------ | ------ | ------ | ---- |
| 1.°  | Alto Valle | 3        | 0        | 0        | 193    | 31     | +162   | 6    |
|      | Austral    | 1        | 0        | 2        | 60     | 76     | -16    | 2    |
|      | Chubut     | 1        | 0        | 2        | 85     | 103    | -18    | 2    |
|      | Centro     | 1        | 0        | 2        | 55     | 183    | -128   | 2    |

| 20 de abril | Alto Valle | 118 - 0 | Centro |  |  |

| 20 de abril | Chubut | 17 - 32 | Austral |  |  |

| 27 de abril | Alto Valle | 40 - 23 | Chubut |  |  |

| 27 de abril | Centro | 24- 20 | Austral |  |  |

| 4 de mayo | Austral | 8 - 35 | Alto Valle |  |  |

| 4 de mayo | Chubut | 45 - 31 | Centro |  |  |

### Subzona B
| Pos. | Equipos         | Partidos | Partidos | Partidos | Tantos | Tantos | Tantos | Pts. |
| Pos. | Equipos         | G        | E        | P        | PF     | PC     | DP     | Pts. |
| ---- | --------------- | -------- | -------- | -------- | ------ | ------ | ------ | ---- |
| 1.°  | Sgo. del Estero | 4        | 0        | 0        |        |        |        |      |
|      | Misiones        |          |          |          |        |        |        |      |
|      | Oeste           |          |          |          |        |        |        |      |
|      | Formosa         | 1        | 0        | 3        |        |        |        |      |
|      | C. del Salado   |          |          |          |        |        |        |      |

| 1 de junio | Santiago del Estero | G.P. - P.P. | Cuenca del Salado |  |  |

| 10 de junio | Misiones | 40 - 12 | Formosa |  |  |

| 30 de junio | Formosa | 10 - 28 | Oeste |  |  |

| 13 de julio | Santiago del Estero | 48 - 38 | Misiones |  |  |

| 27 de julio | Cuenca del Salado | P.P. - G.P. | Formosa |  |  |

| 10 de agosto | Misiones | 35 - 19 | Oeste |  |  |

| 24 de agosto | Santiago del Estero | 92 - 29 | Formosa |  |  |

| 14 de septiembre | Oeste | - | Cuenca del Salado |  |  |

| 4 de mayo | Oeste | 28 - 35 | Santiago del Estero |  |  |

| 28 de septiembre | Cuenca del Salado | - | Misiones |  |  |